# 三重県道514号安乗港線
三重県道514号安乗港線（みえけんどう514ごう あのりこうせん）は、三重県志摩市を通る一般県道である。

## 概要
志摩市阿児町安乗から志摩市阿児町鵜方に至る。安乗崎と志摩市街地を結ぶ幹線道路である。

### 路線データ
- 起点：志摩市阿児町安乗（安乗漁港）
- 終点：志摩市阿児町鵜方（鵜方口交差点、国道260号交点）
- 総延長：8,123 m

## 歴史
- 1959年（昭和34年）1月25日 - 路線認定[1]

## 路線状況
起点から国府白浜までは中央線がないが、幅は十分にある。白浜から終点までは両側1車線ある。ただし、歩道や路肩がなく交通量は多いため、歩行者の通行は危険である。

### 重複区間
- 三重県道61号磯部大王線・三重県道129号磯部大王自転車道線（志摩市阿児町国府）

### 利用状況
平成17年度道路交通センサス
| 地点             | 交通量     | 交通量     |
| 地点             | 平日24時間 | 休日24時間 |
| ---------------- | ---------- | ---------- |
| 志摩市阿児町国府 | 5,186台    | 4,342台    |

## 地理

### 通過する自治体
- 三重県
  - 志摩市

### 交差する道路
| 交差する道路                                                                     | 交差する場所 | 交差する場所        |
| -------------------------------------------------------------------------------- | ------------ | ------------------- |
| 三重県道61号磯部大王線 重複区間起点 三重県道129号磯部大王自転車道線 重複区間起点 | 阿児町国府   |                     |
| 三重県道61号磯部大王線 重複区間終点 三重県道129号磯部大王自転車道線 重複区間終点 | 阿児町国府   |                     |
| 国道260号                                                                        | 阿児町鵜方   | 鵜方口交差点 / 終点 |

### 沿線
- 安乗漁港 - あのりふぐが水揚げされる。
- 渡鹿野渡船場
- 志摩国分寺
- 国府白浜